# Meztitla
Se llama Meztitla a una área en el Estado de Morelos, México, donde se puede acampar. El Campo Escuela Meztitla, se encuentra al noreste del municipio de Tepoztlán, Morelos. 
Meztitla se encuentra a 10 minutos del centro del pueblo. Actualmente tiene una superficie de más de 20 hectáreas.
El nombre de Meztitla se deriva del náhuatl y significa: “En el lugar de la luna” o “Lugar cerca de la luna”, y se debe a que en una de las paredes del cerro Tlalmitépetl, al pie del cual se encuentra el campamento, se puede apreciar una luna pintada, junto con otras pinturas rupestres, y cuyo origen se desconoce.
Aunque el campamento es frecuentado por Scouts de México y el mundo (ya que pertenece a la Asociación de Scouts de México A.C. (ASMAC), se encuentra abierto al público en general.
Tradicionalmente, la roca conocida como El Dado ha servido como escuela de rápel para los Scouts.
El terreno en esta zona es de origen orgánico en su mayoría, (solo existe en las dolomitas, en una pequeña parte de Australia y en Tepoztlán). Una pequeña porción de esta roca es de conglomerado calcáreo, del mismo tipo que Siglos, en España. Consiste en piedras de río y volcánicas ahogadas en caliza. Existen 13 rutas entre 10 y 30 m de altura, los grados van desde 5.8 hasta 5.12. Las rutas están armadas con plaquetas de taquete tipo dinabolt y adhesivo Sikadiur 31. Todas cuentan con descuelgue. Una segunda etapa propuesta consiste en armar las paredes del “Espejo”, que tiene unos trescientos metros de altura y en su mayoría desplomado.
El clima es de tipo boscoso tropical y la temporada es todo el año a excepción del tiempo de lluvias, que es de mayo a septiembre.

## Ubicación
Su ubicación privilegiada en el pueblo de Tepoztlán, un lugar mundialmente conocido y rodeado de impresionantes paisajes y montañas, lo convierten en un lugar único de singulares características
El Campo Escuela Meztitla, se encuentra al noreste del municipio de Tepoztlán, en el estado de Morelos. Tepoztlán se encuentra a solo 50 minutos, hacia el sur de la Ciudad de México. Para dirigirse a este lugar, hay que tomar la carretera de cuota México-Cuernavaca y desviarse rumbo a Cuautla y Oaxtepec después de pasar la curva conocida como "La Pera", ruta que se recomienda para quienes llegan por tierra desde el norte del país. Para quienes vienen del sur, hay que dirigirse hacia Cuernavaca, la capital del estado de Morelos y seguir la carretera federal hacia Tepoztlán. Y para quienes llegan desde el sureste mexicano, es preferible llegar primero a la ciudad de Cuautla, Morelos, para recorrer la carretera de cuota hacia la Ciudad de México (por La Pera). De este modo se llega a Tepoztlán en 15 o 20 minutos.

## Origen
El Campo Escuela Meztitla, nace gracias a Paul E. Loewe, distinguido personaje del escultismo, quien en el año de 1956 dona los primeros terrenos de lo que más tarde sería el campamento. Con el paso del tiempo se adquieren más terrenos y poco a poco se va conformando el campo escuela que hoy, se dice con orgullo, es de todos los scouts de México.
El nombre de MEZTITLA, es una palabra derivada de la lengua náhuatl, cuyo concepto original es: "Lugar de la luna" o "Lugar cerca de la luna", debido a la presencia de pinturas rupestres, (entre las cuales hay una que desde luego, representa a la luna), en uno de los acantilados de los cerros que rodean este lugar.

## Eventos realizados
| Evento                                          | Año  | Fecha                    | Tema/Nombre                        | Asistencia |
| ----------------------------------------------- | ---- | ------------------------ | ---------------------------------- | ---------- |
| II CAMPAMENTO NACIONAL DE LOBATOS               | 1979 |                          |                                    |            |
| II EEAS                                         | 1981 |                          |                                    |            |
| III EEAS                                        | 1982 | 18 y 19 septiembre       |                                    |            |
| CANDITROPA                                      | 1983 |                          |                                    |            |
| IV EEAS                                         | 1983 |                          |                                    |            |
| V EEAS                                          | 1984 |                          |                                    |            |
| IX INDABA NACIONAL                              | 1987 |                          | 1907 Brownsea,80 años después      |            |
| XV CAMPOREE SCOUT CENTROAMERICANO               | 1990 |                          |                                    |            |
| XINDABA NACIONAL                                | 1990 |                          | La Naturaleza nuestro origen y fin |            |
| XII EEAS                                        | 1991 | 14,15 y 16 septiembre    |                                    |            |
| XI INDABA NACIONAL                              | 1992 |                          |                                    |            |
| XIII EEAS                                       | 1992 |                          |                                    |            |
| Nacional de Manadas                             | 199  |                          | Tu y yo somos de la misma sangre   |            |
| XIV EEAS                                        | 1993 | 19, 20 y 21 de noviembre |                                    |            |
| XII INDABA NACIONAL                             | 1994 |                          |                                    |            |
| XVI EEAS                                        | 1995 |                          |                                    |            |
| XVII EEAS                                       | 1996 |                          |                                    |            |
| XVIII EEAS                                      | 1997 |                          |                                    |            |
| XX EEAS                                         | 1999 |                          | XX Aniversario                     |            |
| 11 Moot Scout Mundial                           | 2000 | Julio                    | Tradición para el mañana           |            |
| CANDITROPA                                      | 2000 |                          |                                    |            |
| XXI EEAS                                        | 2000 | Noviembre                |                                    |            |
| XXII EEAS                                       | 2001 | Noviembre                |                                    |            |
| XXIII EEAS                                      | 2002 | Noviembre                |                                    |            |
| XXVI EEAS                                       | 2005 | 18 al 20 de noviembre    |                                    |            |
| XXX EEAS                                        | 2009 | 13 a 16 de noviembre     |                                    |            |
| XIII Jamboree Panamericano                      | 2010 | 10 a 18 de julio         | Descubre tu Espíritu               |            |
| Campamento Nacional Punta de Flecha para Tropas | 2012 | 2 al 6 de abril          |                                    |            |
| XXXIV EEAS                                      | 2013 | 16 al 18 de noviembre    |                                    |            |
| Forno Nacional de Jóvenes                       | 2014 | 15 al 17 de marzo        |                                    |            |

- Nota EEAS-Encuentro de Expresión Y Arte Scout

Artículo principal EEAS
- 11th World Scout Moot 2000

## Centros Scouts Internacionales
- Centro Scout Internacional de Kandersteg
- Picarquín, Chile
- Gilwell Park
- Centro nacional de formación Jambville
- Iztaru, Costa Rica
- Muxbal, Guatemala
- Araní, Bolivia
- Bateias, Brasil